# 石川元也
石川 元也（いしかわ もとや、1931年2月9日 - ）は、日本の弁護士。日弁連刑事法制委員会委員長、法務省法制審議会刑事法部会委員、自由法曹団団長などを歴任した。

## 来歴・人物
長野県松本市に生まれる。松本第二中学（現：長野県松本県ヶ丘高等学校）、旧制松本高等学校を経て、1954年に東京大学法学部を卒業。学生時代にはメーデー事件で逮捕されたことがある。
1957年大阪弁護士会に弁護士登録。以降は証拠開示をはじめとする多くの新判例を引き出し、戦後の刑事訴訟法を憲法に基づいて実質化していく実践的な活動に尽力していく。
刑事弁護人の在り方について教えを受けた人物として毛利与一を挙げている。

## 歴任した役職
- 法律家団体自由法曹団 幹事長（1976年 - 1978年）[6]
- 日弁連刑法「改正」阻止実行委員会 委員長代行（1982年 - 1996年）[6]
- 法廷委員会 委員長（1987年 - 1989年）[6]
- 法務省法制審議会刑事法部会 委員（1989年 - 1995年）[6]
- 日本国際法律家協会 副会長（1990年 - 2002年）[6]
- 自由法曹団 団長（1994年 - 1997年）[6]
- 刑事法制委員会 委員長（1996年 - 1999年）[6]

## 書籍

### 著書
- 『人権と民主主義の破壊に抗して』（1972年、汐文社）
- 『反転攻勢 : 国労運動45年に学ぶ』（1991年9月、大月書店）ISBN 4-272-31028-3
- 『「解同暴力糾明裁判」勝利の理由』（1995年9月、部落問題研究所）ISBN 4-8298-1046-7
- 『ともに世界を頒かつ : たたかう刑事弁護』（2001年5月、日本評論社）ISBN 4-535-51274-4

### 共著
- 石川元也、岩田研二郎、斉藤豊治『創意 : 事実と道理に即して刑事弁護六〇年余』（2020年1月、日本評論社）ISBN 978-4-535-52483-5